# Kromarki
Kromarki (deutsch Kromargen) ist ein Ort in der polnischen Woiwodschaft Ermland-Masuren. Er gehört zur Gmina Bartoszyce (Landgemeinde Bartenstein) im Powiat Bartoszycki (Kreis Bartenstein (Ostpr.)).

## Geographische Lage
Kromarki liegt zwei Kilometer südlich der polnischen Staatsgrenze zur russischen Oblast Kaliningrad (Gebiet Königsberg (Preußen)) in der nördlichen Mitte der Woiwodschaft Ermland-Masuren. Bis zur ehemaligen und heute auf russischem Hoheitsgebiet gelegenen Kreisstadt Preußisch Eylau (russisch Bagrationowsk) sind es zwölf Kilometer in nordwestlicher Richtung. Die heutige Kreismetropole Bartoszyce (deutsch Bartenstein) liegt neun Kilometer in südöstlicher Richtung entfernt.

## Geschichte
Das seinerzeitige Curmarien wurde vor 1404 gegründet. Als Rittergut bzw. Dorf hieß es in den nachfolgenden Jahrzehnten Carmarien (nach 1404) und Cromargen, Crumargen (nach 1503), Cromargen (nach 1785) und schließlich nach 1820 Kromargen.
Im Jahre 1874 kam Kromargen zum neu errichteten Amtsbezirk Beisleiden (polnisch Bezledy) im ostpreußischen Kreis Preußisch Eylau und blieb dort bis 1945. 37 Einwohner soll Kromargen im Jahre 1910 gehabt haben.
Am 1. November 1928 wurde der Gebietsteil Glommer Wald aus Kromargen aus- und nach Siddau (polnisch Żydowo) eingegliedert. Gleichen Datums kam das bisher dem Gutsbezirk Kissitten (polnisch Kisity) zugeordnete Gut Kromargen zur Landgemeinde Kromargen. Die Einwohnerzahl des auf diese Weise neu formierten Dorfs Kromargen belief sich 1933 auf 344 und 1939 auf 390.
Als 1945 in Kriegsfolge Ostpreußen geteilt wurde, kam Kromargen –polnisch „Kromarki“ genannt – fast im Grenzgebiet liegend zum südlichen Teil – der heutigen polnischen Woiwodschaft Ermland-Masuren. Bis 1998 war das Dorf in die Woiwodschaft Olsztyn einbezogen, gehört aber seither zum Powiat Bartoszyce (Kreis Bartenstein) in der Woiwodschaft Ermland-Masuren. Südlich des Dorfs liegt der kleine Flugplatz Lotnisko Kromarki, der der Privatfliegerei der nunmehr 170 Einwohner (im Jahre 2022) und anderen Fluginteressenten dient.

## Kirche
Bis 1945 war Kromargen in die evangelische Pfarrkirche Preußisch Eylau (polnisch Bagrationowsk) in der Kirchenprovinz Ostpreußen der Kirche der Altpreußischen Union, außerdem in die römisch-katholische Kirche der Kreisstadt im damaligen Bistum Ermland eingepfarrt.
Heute gehört Kromarki katholischerseits zur Pfarrei Bezledy (Beisleiden) im jetzigen Erzbistum Ermland, evangelischerseits zur Kirchengemeinde Bartoszyce (Bartenstein), einer Filialgemeinde der Johanneskirche in Kętrzyn (Rastenburg) innerhalb der Diözese Masuren der Evangelisch-Augsburgischen Kirche in Polen.

## Verkehr
Kromarki liegt an einer Nebenstraße, die die polnische Landesstraße 51 (ehemalige deutsche Reichsstraße 128) bei Bezledy (Beisleiden) mit der Woiwodschaftsstraße 512 (ehemalige deutsche Reichsstraße 142) bei Łoskajmy (Loschkeim) verbindet.
Vor 1945 war Glommen (polnisch Głomno) die nächste Bahnstation. Die Grenzziehung sowie die Grenzlage haben Bagrationowsk und die Umgebung vom Bahnverkehr total abgekoppelt.